# OPEX (Börse)
OPEX war ein portugiesisches Finanzdienstleistungsunternehmen mit Hauptsitz in Lissabon, das Kunden bei Fusionen und Übernahmen, Kapitalbeschaffung und allgemeinen Betriebsabläufen beriet. Das Unternehmen startete 2003 einen außerbörslichen Handelsplatz namens PEX (Abkürzung für „Prime Exchange“), um ein Handelsumfeld für die Wertpapiere kleiner und mittlerer portugiesischer Unternehmen zu schaffen.

## Geschichte
Im Jahr 2002 kündigten drei ehemalige Vertreter der Bolsa de Valores de Lisboa e Porto (heute Euronext Lissabon), Álvaro Dâmaso, António Nogueira Leite und Luís Rodrigues (Letzterer war Präsident des Unternehmens), an, dass sie eine Firma namens OPEX (kurz für Organização e Promoção de Mercado – „Marktorganisation und -förderung“) gründen würden. OPEX strebte die Schaffung einer neuen Börse in Portugal namens PEX an, die parallel zur Euronext Lissabon als alternative Möglichkeit zur Kapitalbeschaffung betrieben werden sollte. PEX wurde schließlich im Jahr 2003 mit einem Fokus auf Small-Cap-Unternehmen und der Verwendung einer „Online-Komponente“ eingeführt, die laut dem Präsidenten des Unternehmens angeblich die Transaktionsgeschwindigkeit erhöhen sollte. Im Jahr 2005 kündigte OPEX die Gründung einer Tochter-Clearingstelle namens PEXsettle an, um den Betrieb von PEX zu unterstützen und eine Expansion auf andere Börsen zu planen. Im Jahr 2007 wurde PEX zu einer Multilateral Trading Facility (MTF). Das Unternehmen war 2015 auch an der Zusammenstellung der Technologieplattformen der Angola Debt and Stock Exchange beteiligt.